# Centrolene guanacarum
Centrolene guanacarum är en groddjursart som beskrevs av Pedro M. Ruiz-Carranza och Lynch 1995. Centrolene guanacarum ingår i släktet Centrolene och familjen glasgrodor. IUCN kategoriserar arten globalt som otillräckligt studerad. Inga underarter finns listade i Catalogue of Life.